# Crocidura kivuana
Crocidura kivuana es una especie de musaraña de la familia de los soricidae.

## Distribución geográfica
Es endémica de la República Democrática del Congo.